# ダビド・クブリアシビリ
ダビド・クブリアシビリ（グルジア語: დავით ქუბრიაშვილი、Davit Kubriashvili、1986年3月12日 - ）は、ジョージアのラグビーユニオン選手。

## プロフィール
- ジョージア・トビリシ出身[1]。
- 現役時代のポジションはプロップ(PR)。
- 身長 181cm、体重 119kg
- ジョージア代表通算キャップ数は47でラグビーワールドカップ2011・ラグビーワールドカップ2015のジョージア代表に選ばれた[2]。

## 略歴
モンペリエ、RCトゥーロン、スタッド・フランセ、FCグルノーブル、USAペルピニャンを経て、2022年、ASMクレルモン・オーヴェルニュに加入。
2023年、現役引退。